# HDSCP
HDSCP는 Hitachi Data Systems Certified Professional의 약자로서, 히타치 제작소가 인증한 스토리지 관리 전문가 자격증이다.